# Bärbel Körner
Bärbel Körner es una deportista alemana que compitió para la RFA en piragüismo en la modalidad de eslalon. Ganó cinco medallas en el Campeonato Mundial de Piragüismo en Eslalon entre los años 1965 y 1971.

## Palmarés internacional
| Campeonato Mundial | Campeonato Mundial                 | Campeonato Mundial | Campeonato Mundial |
| Año                | Lugar                              | Medalla            | Competición        |
| ------------------ | ---------------------------------- | ------------------ | ------------------ |
| 1965               | Spittal (Austria)                  | Medalla de bronce  | K1 individual      |
| 1965               | Spittal (Austria)                  | Medalla de bronce  | K1 por equipos     |
| 1967               | Lipno nad Vltavou (Checoslovaquia) | Medalla de bronce  | K1 por equipos     |
| 1969               | Bourg-Saint-Maurice (Francia)      | Medalla de oro     | K1 por equipos     |
| 1971               | Merano (Italia)                    | Medalla de plata   | K1 por equipos     |